# ماتياس أغيرو
ماتياس أغيرو (بالإسبانية: Matías Agüero) هو لاعب اتحاد الرغبي أرجنتيني، ولد في 13 فبراير 1981 في بوينس آيرس في الأرجنتين.

## وصلات خارجية
- ماتياس أغيرو على موقع دوري الرغبي الممتاز (الإنجليزية)
- ماتياس أغيرو عل موقع إسبنسكروم (الإنجليزية)
- ماتياس أغيرو على موقع ItsRugby.co.uk (الإنجليزية)